# جسر بوريدان

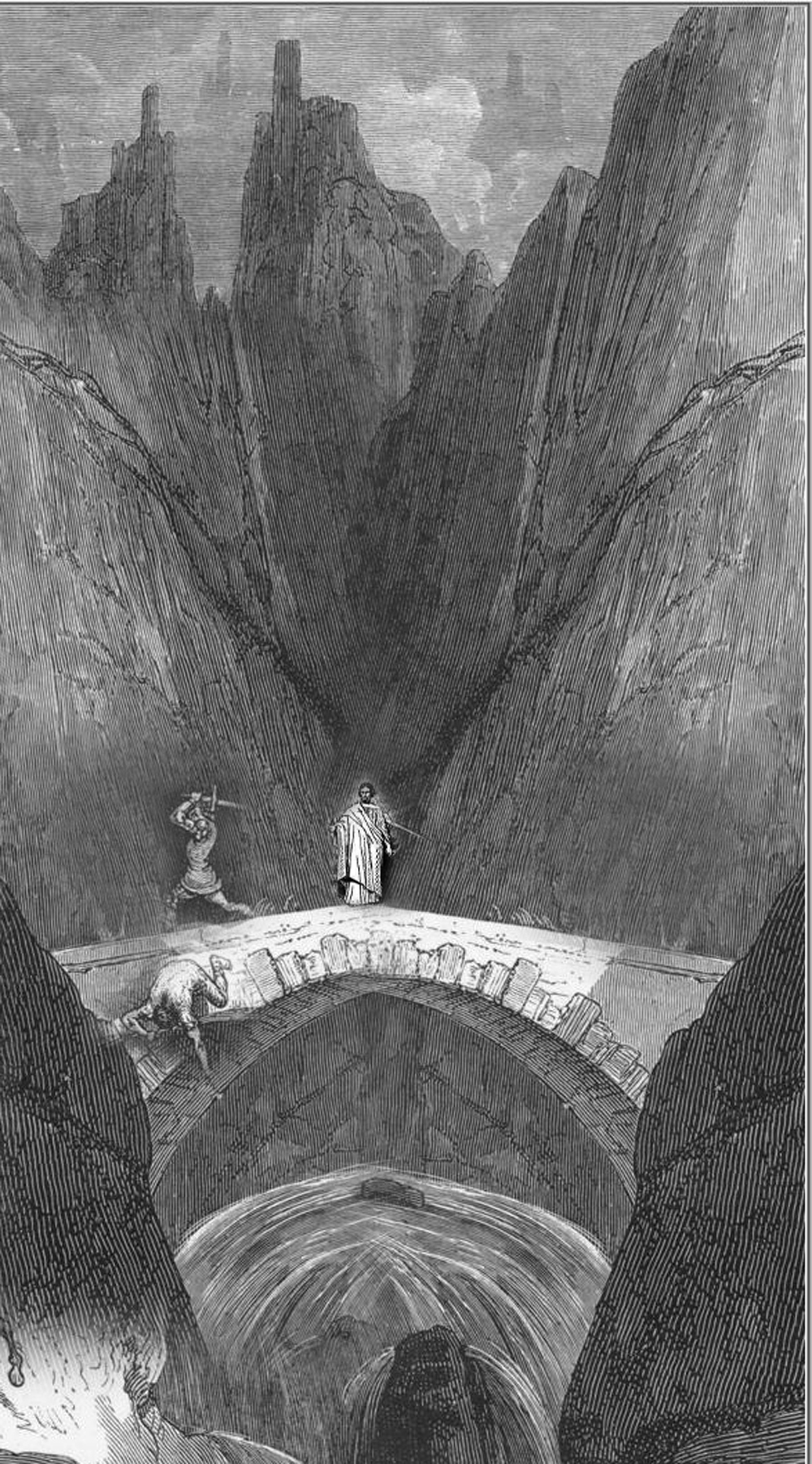
أحد الحلول الفكاهية المقترحة لمغالطة جسر بوريدان هو السماح لسقراط بعبور الجسر ثم رميه في الماء على الجانب الآخر.

جسر بوريدان (المعروف أيضًا باسم السفسطائية 17) وصفه جان بوريدان، أحد أشهر الفلاسفة وأكثرهم تأثيرًا في أواخر العصور الوسطى، في كتابه السفسطائية. وهي مفارقة ذاتية الإشارة تتضمن اقتراحًا تم النطق به حول حدث قد يحدث أو لا يحدث في المستقبل.

## المغالطة
المغالطة هي:
أراد سقراط عبور نهر، فوصل إلى جسر يحرسه أفلاطون. قالا: «سقراط، إن صدقتَ في الجملة الأولى التي ذكرتها، فسأسمح لك بالعبور. لكن إن كذبتَ، فسأرميك في الماء».
سقراط: «سترميني في الماء».

إن رد سقراط يضع أفلاطون في موقف صعب. لم يكن بإمكانه أن يلقي سقراط في الماء، لأنه لو فعل ذلك فسوف ينتهك وعده بالسماح لسقراط بعبور الجسر إذا قال الحقيقة. من ناحية أخرى، إذا سمح أفلاطون لسقراط بعبور الجسر، فهذا يعني أن سقراط كذب عندما أجاب: "سترميني في الماء". في هذه الحالة، كان ينبغي رمي سقراط في الماء. بعبارة أخرى، يمكن السماح لسقراط بعبور الجسر إذا وفقط إذا لم يكن بوسعه ذلك.

## حل بوريدان
من أجل حل هذه المفارقة يقترح بوريدان ثلاثة أسئلة:
1. هل العبارة التي قالها سقراط: "سترميني في الماء" صحيحة أم خاطئة؟
2. هل وعد أفلاطون صادق أم كاذب؟
3. "ماذا ينبغي لأفلاطون أن يفعل للوفاء بوعده؟"

ردًا على السؤال الأول، يقول بوريدان أنه من المستحيل تحديد ما إذا كانت قضية سقراط صحيحة أم خاطئة. وذلك لأن الاقتراح "سترميني في الماء" هو حدث مستقبلي قد يكون صحيحًا أو خاطئًا اعتمادًا على ما ينوي أفلاطون فعله. يقول الدكتور جوزيف دبليو أولاتوسكي أن بوريدان استخدم على ما يبدو أطروحة أرسطو حول ما هي "الحقيقة" للتوصل إلى هذه الاستجابة. كان أرسطو يعتقد أن القضية تكون صحيحة إذا وفقط إذا تم التحقق منها من خلال حالة الأشياء كما هي حاليًا. على النقيض من مبدأ الثنائية، يشير بوريدان إلى نظام منطق ثلاثي القيم حيث توجد ثلاث قيم حقيقة - صواب، خطأ، وبعض القيم الثالثة غير المحددة.
في تحديد قيمة حقيقة الوعد الشرطي لأفلاطون، يقترح بوريدان أن وعد أفلاطون كان كاذبًا، ولأن أفلاطون أعطى وعده بلا مبالاة فهو غير ملزم بالوفاء بالوعد.
في مناقشة السؤال الثالث، "ماذا ينبغي لأفلاطون أن يفعل للوفاء بوعده"، يقول بوريدان أنه لا ينبغي لأفلاطون أن يقدم وعدًا مشروطًا في المقام الأول. ويقترح أيضًا أن أفلاطون كان بإمكانه التأكد من صياغة الشرط بطريقة لا تسبب تناقضًا؛ لأن أفلاطون لا يستطيع الوفاء بوعده الشرطي دون انتهاكه، فهو غير ملزم بالوفاء بالوعد. يشير أولاتوسكي إلى أن هذا التفسير هو العكس المُضمر لمبدأ إيمانويل كانط: "ينبغي يعني يمكن".

## الفلاسفة حول المغالطة وحلها
في حله للمغالطة، طبق والتر بورلي (توفي عام 1344/1345) مبدأ "لا شيء يكون صحيحًا إلا في هذه اللحظة" وخلص إلى أنه "إذا كانت القضية صحيحة فيجب أن تكون صحيحة الآن".
يقول الدكتور ديل جاكيت من جامعة برن: "إن أفلاطون كان بإمكانه إما أن يسمح لسقراط بالمرور أو أن يقبض عليه ويلقيه في النهر دون أن ينتهك نذره المشروط". يزعم جاكيت أن الوعد المشروط الذي قدمه أفلاطون لم يكن إلا فيما يتصل بكون اقتراح سقراط إما صحيحًا أو خاطئًا بشكل واضح وغير مشروط. ولإثبات وجهة نظره، يتساءل جاكيت: ماذا كان أفلاطون ليفعل لو أن سقراط لم يقل شيئاً وكان "صامتاً كأبي الهول"، أو لو أنه نطق بشيء لا يمكن إثباته أو "دحضه"، شيء مثل تخمين جولدباخ. يستنتج جاكيت أن الوعد الشرطي لأفلاطون كان صحيحًا، وأن اقتراح سقراط "ليس صحيحًا ببساطة ولا خاطئًا ببساطة"، وبالتالي فإن أفلاطون سيكون على حق بغض النظر عن الاختيار الذي اتخذه.
في كتابه "المفارقات من الألف إلى الياء" يصل البروفيسور مايكل كلارك إلى نتيجة مفادها أنه إذا كان أفلاطون رجلاً شريفاً، فلا ينبغي لسقراط أن يبتل تحت أي ظرف من الظروف. يزعم كلارك أن سقراط كان بإمكانه أن يقول: "إما أنني أتكلم كذباً، وسوف ترميني، أو أنني أتكلم بصدق، ولن ترميني". يقول كلارك أنه إذا كانت هذه الجملة صحيحة، فهذا يعني أن البديل الأول "مستبعد"، مما يترك لنا الخيار الثاني فقط. إذا كانت هذه الجملة خاطئة، فهذا يعني أن كلا البديلين خاطئين، ولأن سقراط تكلم كذباً "سيكون من الكذب" أن نلقيه في النهر.
يعتقد الدكتور جوزيف دبليو أولاتوفسكي أنه بما أن قيمة الحقيقة في الوعد الشرطي لأفلاطون، وخاصة في قضية سقراط، غير محددة، فهذا يعني أن أفلاطون "يجب أن يخطئ في جانب الحذر فيما يتعلق بالطوارئ المستقبلية ويسمح لسقراط بعبور الجسر". وفي نفس العمل يقدم أولاتوسكي مجموعة من الحلول الفكاهية لهذه المفارقة. يقول أولاتوفسكي إن أفلاطون كان بإمكانه أن يسمح لسقراط بعبور الجسر، ثم يرميه في الماء على الجانب الآخر. أو يمكن لأفلاطون وسقراط أن يجمعا جهودهما ويطردا بوريدان نفسه بالقوة من جسر بوريدان.

## فيدون كيخوت
تم استخدام مغالطة جسر بوريدان من قبل ميغيل دي ثيربانتس في دون كيخوت، عندما واجه سانشو معضلة جسر بوريدان: طُلب من رجل كان على وشك عبور الجسر أن يجيب بصدق عن وجهته، وإلا فسيواجه الموت شنقًا. فأقسم الرجل وقال: "بالقسم الذي أديته، إنني ذاهب لأموت على المشنقة التي تقف هناك، ولا شيء غير ذلك."
يلخص سانشو الوضع قائلاً: "يقسم الرجل أنه سيموت على المشنقة؛ ولكن إذا مات عليها، فقد أقسم بالحقيقة، وبموجب القانون الذي أقر يستحق أن يذهب حراً ويعبر الجسر؛ ولكن إذا لم يشنقوه، فقد أقسم زوراً، وبموجب نفس القانون يستحق أن يُشنق". ثم يأتي بالحل، "أن يتركوا الجزء الذي أقسم بصدق من هذا الرجل، ويعلقوا الجزء الذي كذب؛ وبهذه الطريقة سيتم الالتزام بشروط المرور بشكل كامل". بعد أن أدلى سانشو بهذا التصريح، تحدث الشخص الذي كان يطلب النصيحة معه:
«ولكن يا سيدي الحاكم»، أجاب السائل، «سيُقسّم الرجل إلى قسمين؛ وإذا قسّم فسيموت حتمًا؛ وبالتالي لن يُنفّذ أيٌّ من أحكام القانون، ومن الضروريّ جدًّا الالتزام به».

يقدم سانشو الحل الأخلاقي:
...لهذا الراكب سببٌ واحدٌ لموته، ولعيشه وعبوره الجسر؛ فإن أنقذته الحقيقة، فالباطل يُدينه أيضًا؛ وإذ ذاك، أرى أن تقول للسادة الذين أرسلوك إليّ إنه لما كانت حجج إدانته وتبرئته متوازنة تمامًا، فعليهم أن يدعوه يمرّ بحرية، ففعل الخير دائمًا أجدر بالثناء من فعل الشر.